# Juraj Hatrík
Juraj Hatrík (* 1. Mai 1941 in Orkucany (heute Teil von Sabinov); † 21. Mai 2021) war ein slowakischer Komponist.

## Leben
Hatrík studierte von 1958 bis 1962 in Bratislava bei Alexander Moyzes und war danach Theorielehrer am Konservatorium von Košice. Seit 1965 unterrichtete er an der Hochschule für Musische Künste Bratislava (VŠMU). Hatrík wurde 1997 zum Professor ernannt. 
Hatrík komponierte neben anderem Bühnenwerke, Sinfonien, eine Sinfonietta, ein Orgelkonzert, ein Concertino für Klavier und Orchester, kammermusikalische Werke, Responsorien für Doppelchor und vier Pauken, eine Kantate, Filmmusiken, Klavierstücke und Lieder.

## Werke
- „Ecce quod natura“, Konzertfantasie für Klavier und Orchester
- Symfonietta, 1962
- Monumento malinconico für Orgel und Orchester, 1964
- Concerto grosso facile, 1966
- Čakanie  nach Jannis Ritsos, 1966
- Concertino in modo classico für Klavier und Orchester, 1967
- Dvojportrét für Orchester, 1970
- Da capo al fine für Orchester, 1972
- Štastný princ, Oper nach Oscar Wilde, 1977–78
- Symfónia č. 1 „Sans souci“, 1979
- Rozprávka (Vox memoriae II), elektroakustische Komposition, 1983
- Canzona in memoriam Alexander Moyzes nach Rabindranath Tagore, 1984
- Moment musical avec J. S. Bach, 1985
- Symfónia č. 2 VICTOR, 1986–87
- Vox memoriae III, elektroakustische Komposition, 1988
- Schola ridicula, 1989
- Litánie okamihu für Orchester, 2000
- Western Story, 2004